# 赤柱市政大廈

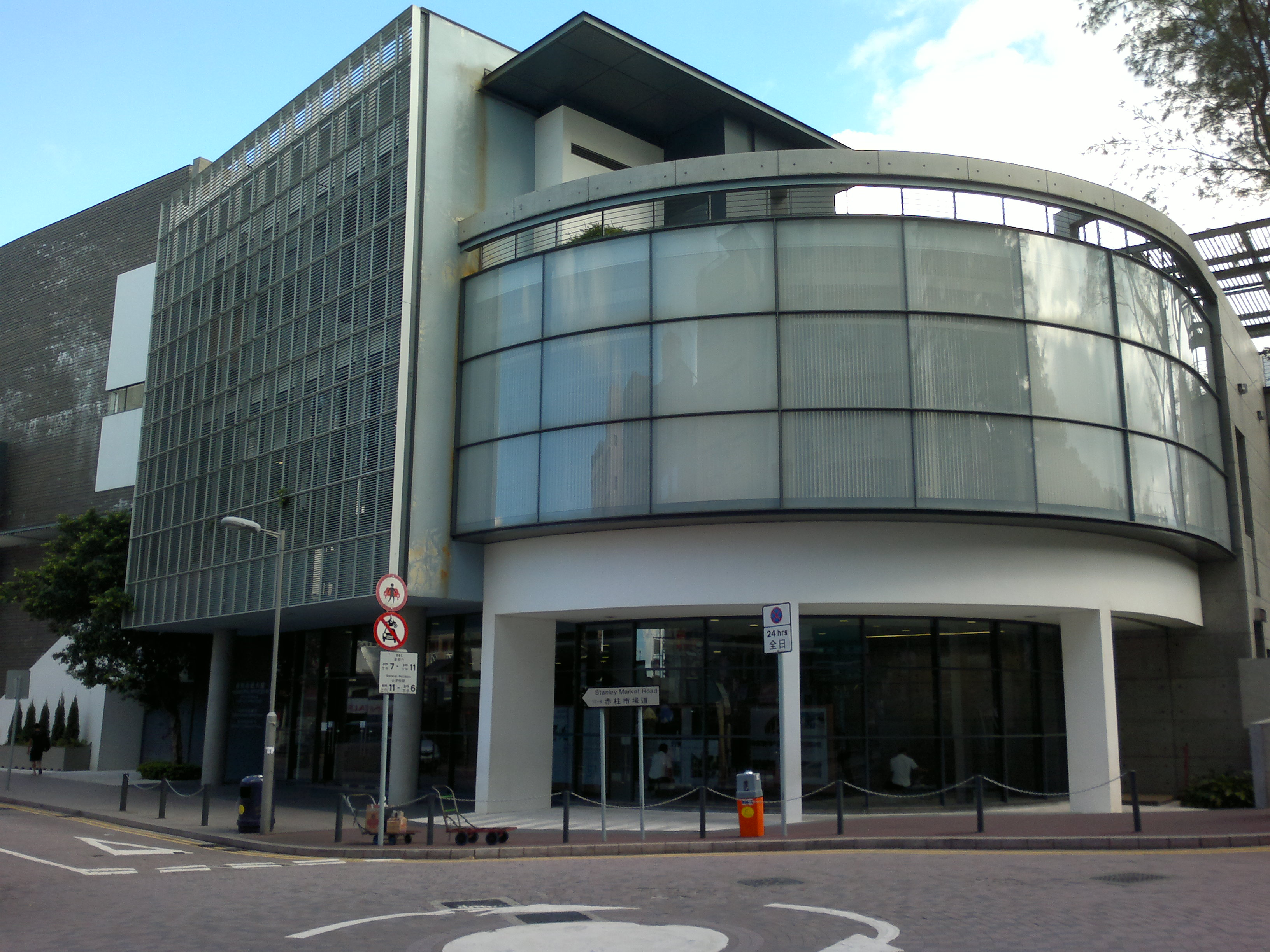
赤柱市政大廈

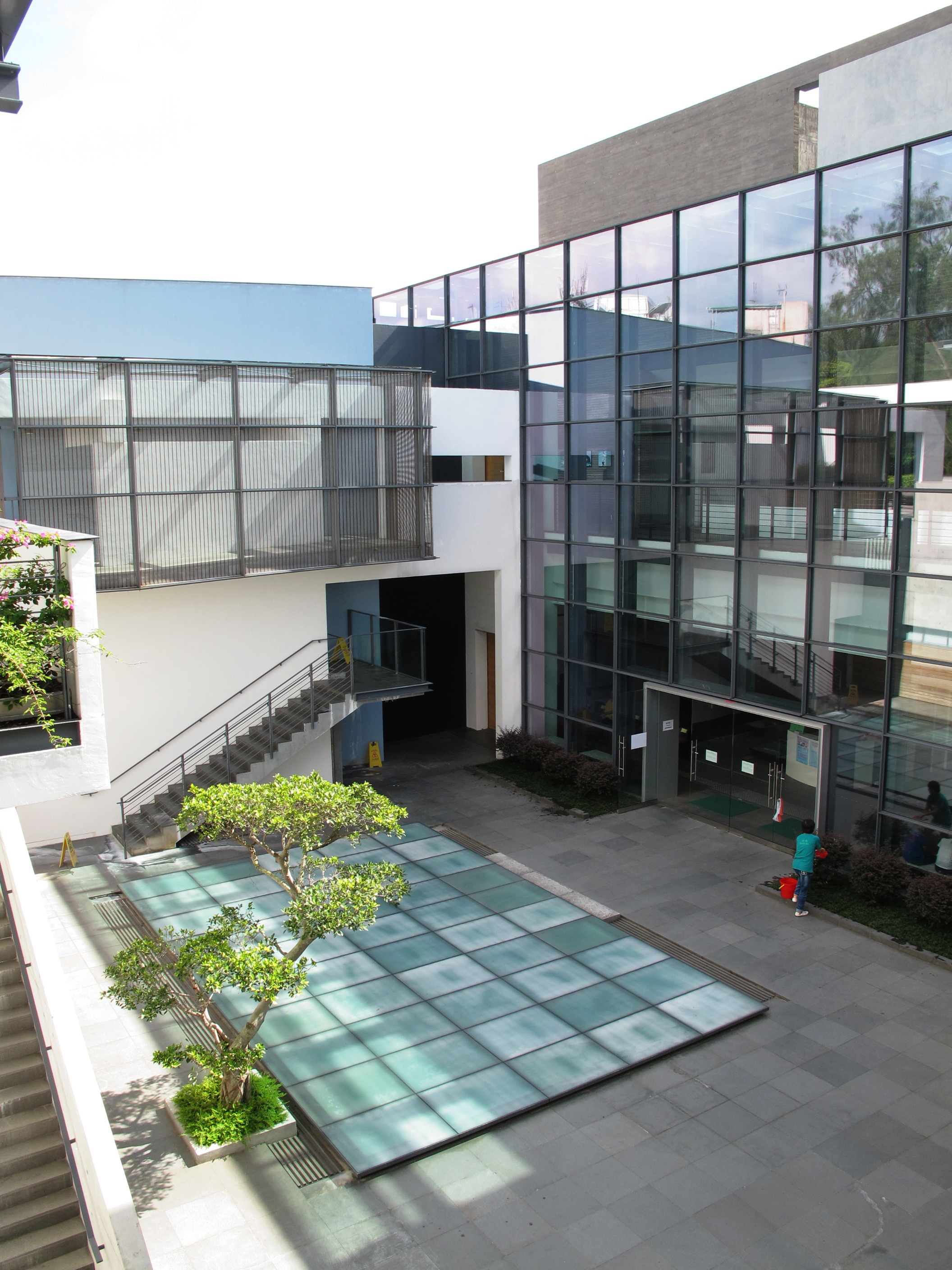
市政大廈中央庭院仿照中國四合院興建，「回」字形狀設計能達至對流通風的效果

赤柱市政大廈（英語：Stanley Municipal Services Building）是香港香港島南區赤柱的一座多用途的市政大樓，位於赤柱市場道6號，樓高4層，佔地2,800平方米，樓面面積6,775平方米，耗資1.7億港元興建，由西松建設承建，在2006年5月18日啟用。設計師是建築署高級建築師溫灼均，大樓以中國四合院作為藍本設計，並採用清水混凝土建造。同年，赤柱市政大廈獲得香港建築師學會頒發全年建築大獎。
原有的赤柱公共圖書館遷至赤柱市政大廈後，於2006年7月29日起關閉。

## 設施
市政大廈為公眾提供多用途設施，包括社區會堂、展覽廳、圖書館、體育館、舞蹈室、乒乓球室、多用途室及兒童遊戲室等。
- 中央庭院
- 赤柱體育館[5]
- 赤柱社區會堂[6]
- 赤柱公共圖書館[7]
- 南區民政事務處赤柱分處[8]

## 建築圖片集

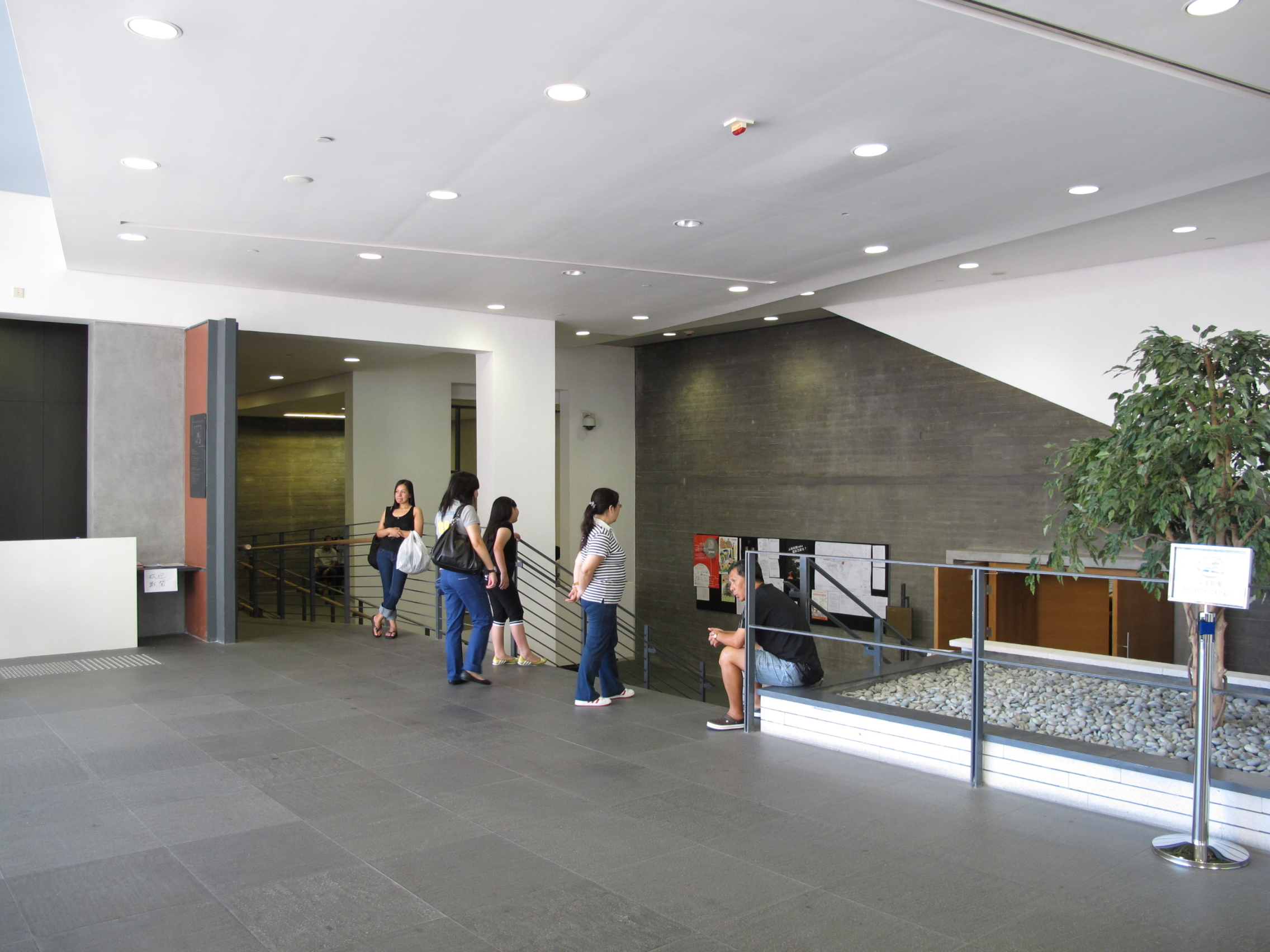
入口大堂
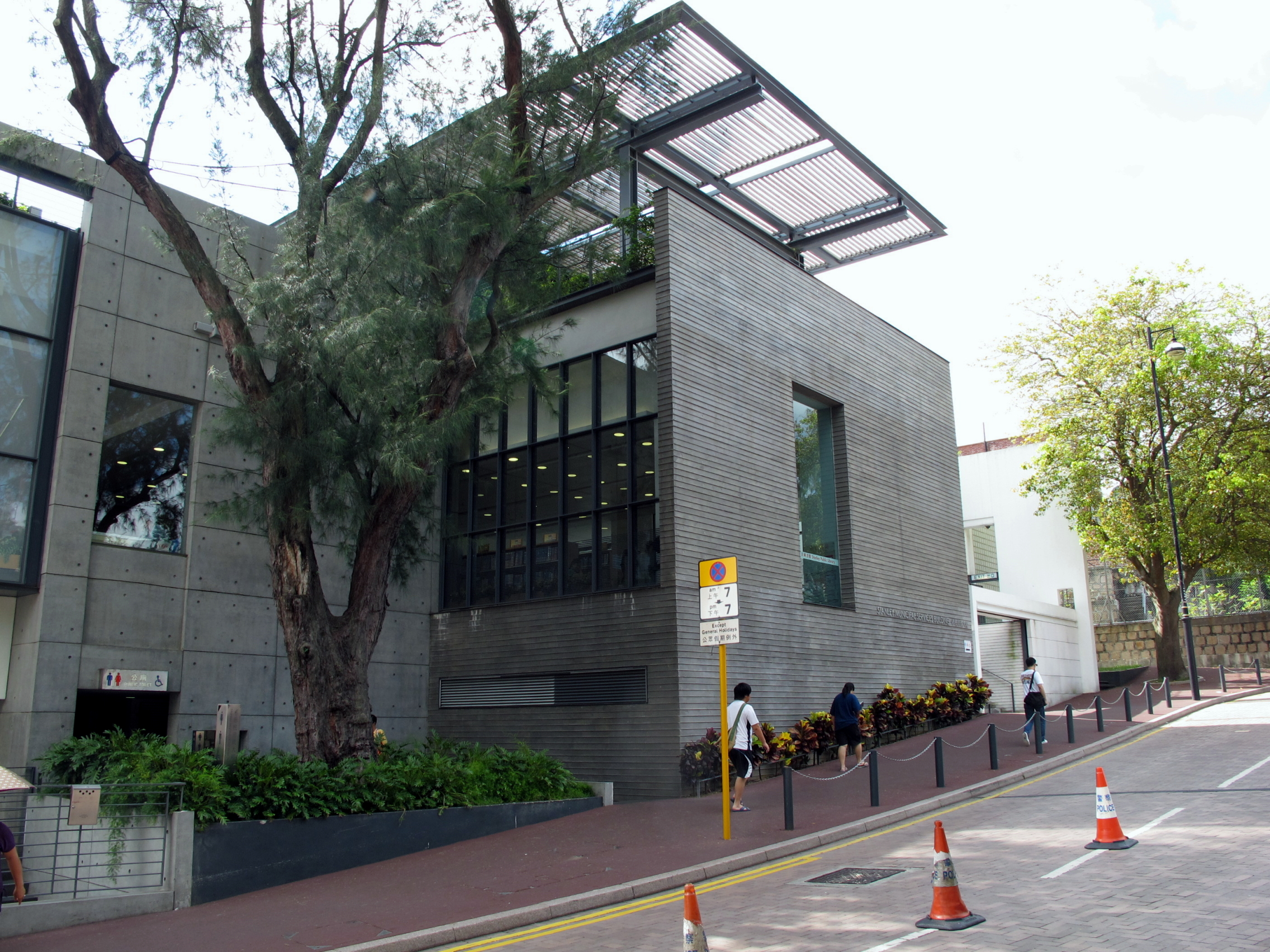
赤柱公共圖書館
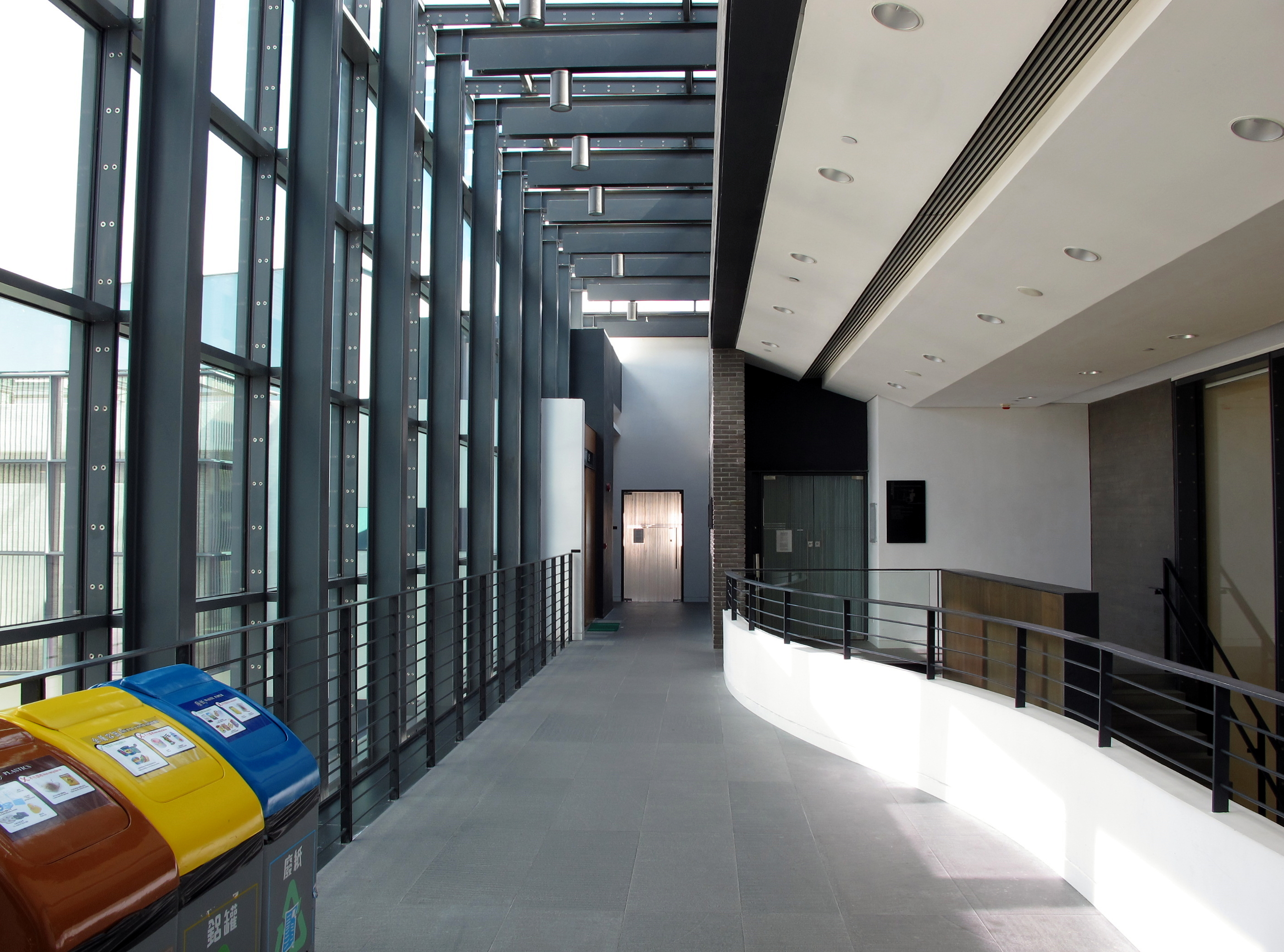
市政大廈天幕
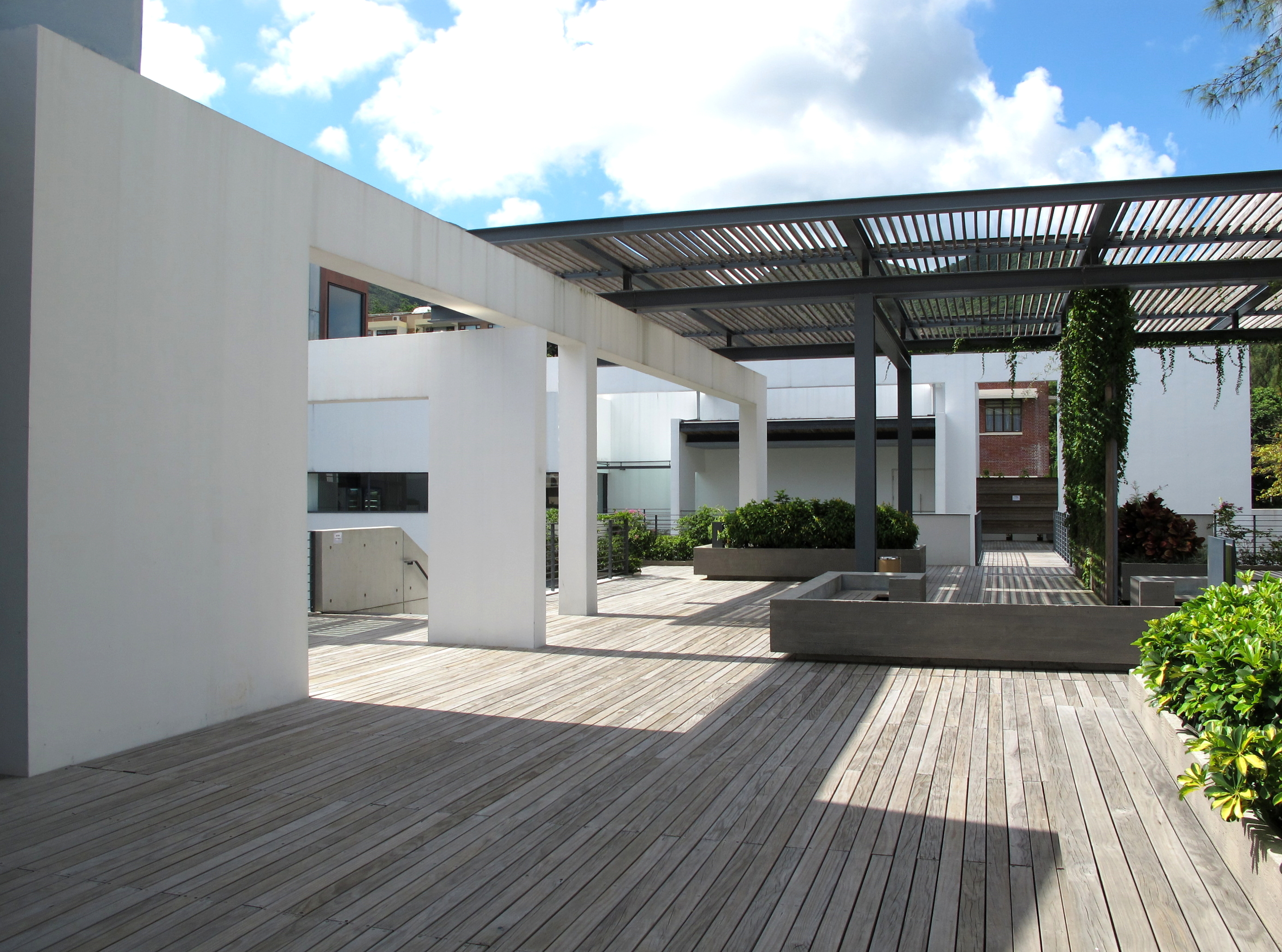
天台花園

## 外部連結
- 建築署可持續發展報告 2007 - 個案研究: 個案一 – 赤柱綜合大樓